# Sochařská stezka na Baldov
Sochařská stezka na Baldov je naučná stezka, která vede z Domažlic, resp. z okraje Týnského předměstí, na Baldovské návrší. Její celková délka činí cca 1,5 km a na trase se nachází 7 zastavení. Ke slavnostnímu otevření došlo 6. října 2013. Za jejím vznikem stojí Společnost pro památník bitvy u Domažlic.
Na začátek stezky turisty přivádí z centra Domažlic zelená a žlutá turistická značka. Vlastní naučná stezka začíná v místě odpojení obou turistický značek od silnice na Luženičky. Odtud stoupá úvozem na Baldovské návrší. Cestou míjí pětici soch-zastavení s autorskými popisky a texty, které odkazují na bitvu u Domažlic. Všechny tyto sochy byly vytvořeny během sochařského sympozia Tusta Sculpta. Další zastavení se nachází na začátku a na konci stezky.
Bitva u Domažlic se odehrála 14. srpna 1431 a husitská vojska pod velením Prokopa Holého zde téměř bez boje porazila účastníky čtvrté křížové výpravy vedené markrabětem Fridrichem Braniborským a kardinálem Juliánem Cesarinim.